# Шахматный кодекс СССР
Шахматный кодекс СССР — свод обязательных правил шахматной игры и проведения соревнований. До начала XX века в России не было своего шахматного кодекса. С 1911 в соревнованиях Петербургского шахматного собрания применялись правила, разработанные Германским шахматным союзом. Но они были неполными. Поэтому в 1913 году была предпринята попытка создания русского кодекса шахматной игры и проведения соревнований, не получивший официального признания; до 1933 года соревнования проводились фактически по правилам Германского шахматного союза. 
Всесоюзный шахматный съезд (1931) принял решение о создании Единого шахматного кодекса СССР, который был издан в 1933 году. Кодекс был подготовлен Высшей квалификационной комиссией Всесоюзной шахматной секции. Всего выпущено 12 изданий Шахматного кодекса СССР (1933—1990). С 10-го издания в кодекс добавлены новые разделы: «Правила проведения соревнований и их подготовка», «Правила игры по переписке» и «Правила шахматной композиции», разработанные под эгидой Шахматной федерации СССР. В Шахматном кодексе СССР учтены особенности Правил игры ФИДЕ.